# Élection présidentielle américaine de 1916 en Iowa
 (septembre 2024).
L'élection présidentielle américaine de 1916 en Iowa a lieu le 7 novembre 1916 comme dans les 47 autres États qui composent alors les États-Unis. Les électeurs iowiens choisissent des grands électeurs pour les représenter dans le collège électoral à travers un vote populaire. L'Iowa dispose en 1916 de 13 grands électeurs. L'État donne l'ensemble de ses grands électeurs au candidat du Parti républicain, l'ancien juge assesseur de la Cour suprême des États-Unis Charles Evans Hughes. 
Le candidat vainqueur de ce scrutin dans tout le pays sera néanmoins le président démocrate sortant Woodrow Wilson, qui débutera un second mandat le 4 mars 1917. 